# Obscure Records
Obscure Records bylo britské hudební vydavatelství aktivní v letech 1975-1978. Založil ho Brian Eno, která byl rovněž často producentem zde vydávaných alb. Mezi umělce, jejichž alba zde vyšla, patří například Gavin Bryars, Harold Budd, Michael Nyman nebo sám Eno.